# Eleição municipal de Franco da Rocha em 2012
A Eleição municipal de Franco da Rocha em 2012 aconteceu em 7 de outubro de 2012 para eleger um prefeito, um vice-prefeito e 11 vereadores no município de Franco da Rocha, no Estado de São Paulo, no Brasil. O prefeito eleito foi Kiko Celeguim, do PT, com 52,41% dos votos válidos, sendo vitorioso logo no primeiro turno em disputa com um adversários, Pinduca (PSDB). O vice-prefeito eleito, na chapa de Kiko, foi Nivaldo da Silva Santos.
O pleito em Franco da Rocha foi parte das eleições municipais nas unidades federativas do Brasil. Franco da Rocha foi um dos 638 municípios vencidos pelo PT.
Foram 11 vagas para a Câmara Municipal de Franco da Rocha. O candidato mais bem votado foi Valdir da Santa Casa, que obteve 3.462 votos (5,14% dos votos válidos).

## Antecedentes
Na eleição municipal de 2008, Marcio Cecchettini, do PSDB, derrotou o candidato do PT Kiko Celeguim. O candidato do PSDB foi eleito com 66,69% (42.448) dos votos válidos, em 2008. O candidato mais votado de 15 vereadores foi José Aparecido Panta, como 4,64% (3.030) dos votos validos.

## Eleitorado
Na eleição de 2012, estiveram aptos a votar 91.206 franco-rochense, sendo 83,94% votantes e 16,06% de ausentes.

## Candidatos
Foram dois candidatos à prefeitura em 2012.
|  | Candidato(a)  | Vice                    | Partido | Coligação |
|  | ------------- | ----------------------- | ------- | --- |
|  | Kiko Celeguim | Nivaldo da Silva Santos | PT      | Novo Tempo (PT / PMDB / PPS / DEM / PSDC / PTC / PC do B / PT do B / PR)                                                                      |
|  | Pinduca       | Zé Panta                | PSDB    | Experiencia Desenvolvimento Progresso e Continuidade (PSDB / PSD / PRB / PTB / PV / PSB / PP / PSL / PSC / PRP / PTN / PDT / PPL / PMN / PHS) |

### Prefeito
No dia 7 de outubro, Kiko Celeguim, filho do ex-prefeito Mário Maurici de Lima Morais e filiado ao Partido dos Trabalhadores PT desde 2000, foi eleito com 52,41% dos votos válidos depois de ser derrotado em 2008. Na sua gestão, atuou para promover a implantação de um polo educacional, aproveitando as instalações do antigo hospital psiquiátrico da periferia da cidade.
| Candidato(a)           | Vice                         | 1º Turno 7 de outubro de 2012 | 1º Turno 7 de outubro de 2012 |
| Candidato(a)           | Vice                         | Votação                       | Votação                       |
|                        |                              | Total                         | Porcentagem                   |
| ---------------------- | ---------------------------- | ----------------------------- | ----------------------------- |
| Kiko Celeguim (PT)     | Nivaldo da Silva Santos (PT) | 33.598                        | 52,41%                        |
| Pinduca (PSDB)         | Zé Panta (PSDB)              | 30.513                        | 47,59%                        |
| Total de votos válidos | Total de votos válidos       | 64.111                        | 83,74%                        |
| Votos em branco        | Votos em branco              | 5.392                         | 7,04%                         |
| Votos nulos            | Votos nulos                  | 7.055                         | 9,22%                         |
| Total                  | Total                        | 76.558                        | 100%                          |
| Abstenções             | Abstenções                   | 14.648                        | 16,06%                        |
| Votos apurados         | Votos apurados               | 76.558                        | 100%                          |
| Total de eleitores     | Total de eleitores           | 91.206                        | 100%                          |

### Vereador
Em Franco da Rocha foram 11 vereadores eleitos. O partido que mais teve votos foi o PV com 11.682 votos (17,36%), seguido o PT com 11.569 (17,19%), partido também do prefeito eleito. Em terceiro lugar ficou o PSDB com 11.466 votos (17,04%).
| VALDIR DA SANTA CASA | PTB  | 3.462 | 5,14% |
| TONINHO LOPES        | PSD  | 3.122 | 4,64% |
| RAFAEL               | PSDB | 2.045 | 3,04% |
| NEIVA HERNANDEZ      | PV   | 2.035 | 3,02% |
| KINHO                | PV   | 1.748 | 2,60% |
| GEORGE               | PT   | 1.284 | 1,91% |
| TOPRE                | PSB  | 1.278 | 1,90% |
| PABLO CUNHA          | PTB  | 1.261 | 1,87% |
| GUINHO               | PSDB | 1.171 | 1,74% |
| JUNIOR DO SINDICATO  | PT   | 1.051 | 1,56% |
| ERIC VALINI          | PT   | 822   | 1,22% |

| Votos válidos   | Votos válidos   | 64.111 | 83,74% |
| Votos nulos     | Votos nulos     | 7.055  | 9,22%  |
| Votos em branco | Votos em branco | 5.392  | 7,04%  |
| Total           | Total           | 91.206 | 100%   |
| --------------- | --------------- | ------ | ------ |

### Pesquisas
Em pesquisa do Jornal A Semana, divulgada em 12 de setembro de 2012, Kiko apareceu com 43% das intenções de votos contra 31% do candidato Pinduca.
| de 7 a 12 de setembro de 2012 | 13 de setembro de 2012 | PesqEle | SP-00825/2012 | Jornal A Semana Ltda. - ME | 600 | ± 4% | 43% | 31% |

### Análises
Desde 1996 fora da prefeitura,o PT vê crescer suas chances de voltar ao governo em Franco da Rocha. Apoiado em denúncias de compra de voto que pairam sobre o prefeito Marcio Ccchettini PSDB,sobre o vice os secretários e os vereadores de sua gestāo ; o candidato Francisco Daniel Celeguim ,o Kiko , aposta na mudança de cenário político e no apoio de Lula para se consagrar vitorioso. Filho do ex-prefeito petista da cidade Mauro Maurici de Lima Morais ele conta com a tradiçāo e do sobrenome e do apoio de lula para ganhar as eleições.